# Gérard Mussies
Gérard Mussies (né en 1934 à La Haye) est un maître de conférences à la retraite, spécialisé dans l'étude du Nouveau Testament sur fond hellénistique, à la faculté de théologie de l'université d'Utrecht, aux Pays-Bas. Il a enseigné le grec biblique et étudié le fond gréco-romain du Nouveau Testament.

## Éducation
Mussies a obtenu son doctorat avec la présentation de sa thèse en 1971 intitulée The Morphology of Koine Greek As Used in the Apocalypse of St. John: A Study in Bilingualism.

## Livres
- G. Mussies, The Morphology of Koine Greek As Used in the Apocalypse of St. John: A Study in Bilingualism, vol. 27, Leyde: Brill, coll. « Novum Testamentum/Supplements », 1er décembre 1971 (ISBN 978-90-04-26604-9, OCLC 258344, DOI 10.1163/9789004266049)
- Gerard Mussies, Dio Chrysostom and the New Testament: Collected Parallels, vol. 2, BRILL, coll. « Studia ad corpus Hellenisticum Novi Testamenti », 1er juin 1972 (ISBN 9789004034051, OCLC 624426)
- A. F. J. Klijn et Gerard Mussies, Der lateinische Text der Apokalypse des Esra. Texte und Untersuchungen zur Geschichte der altchristlichen Literatur, vol. 131, Berlin: Akademie-Verlag, 1983 (OCLC 907590373)
- Pieter Willem van der Horst et Gerard Mussies, Studies on the Hellenistic background of the New Testament, vol. 10, Utrecht: Faculteit der Godgeleerdheid van de Rijksuniversiteit, coll. « Utrechtse theologische reeks », 1990 (OCLC 22950588)
- Gerard Mussies, De autobiografie van de joodse historicus Flavius Josephus. Na de schriften, vol. 8, Kampen: Kok, cop, 1991 (ISBN 9789024265312, OCLC 65636810)
- Abraham, ben David ha-Levi et Gerard Mussies, De joodse kroniek van Abraham ibn-Daud: een historisch werk uit de Middeleeuwen. Joodse bronnen, vol. 3, Baarn: Ten Have, cop., 2001 (ISBN 9789025952211, OCLC 67303986)